# 香港天文台
座標: 北緯22度18分09秒 東経114度10分27秒 / 北緯22.30250度 東経114.17417度
香港天文台（ホンコンてんもんだい、英語: Hong Kong Observatory）は香港九龍南部の繁華街および観光地である尖沙咀にあり、気象・気候・地震・海洋・放射能測定・標準時・天文等の業務全般を行う香港政府機関のひとつである。英国植民地時代の正式名称は「皇家香港天文台」（こうかホンコンてんもんだい、英語: Royal Hong Kong Observatory）であったが、中国返還後は「香港天文台」と、頭についていた「皇家」の文字が消えた。

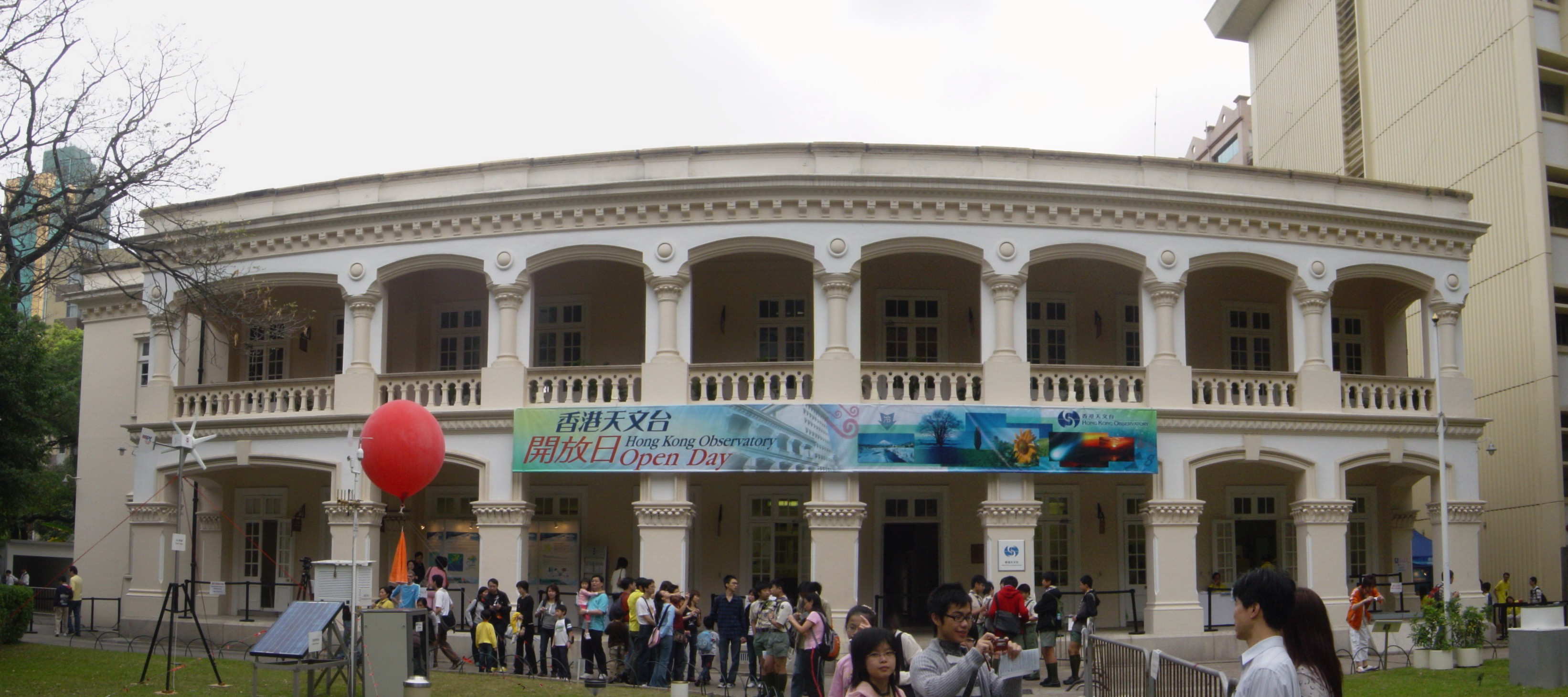
香港天文台本部

## 概要

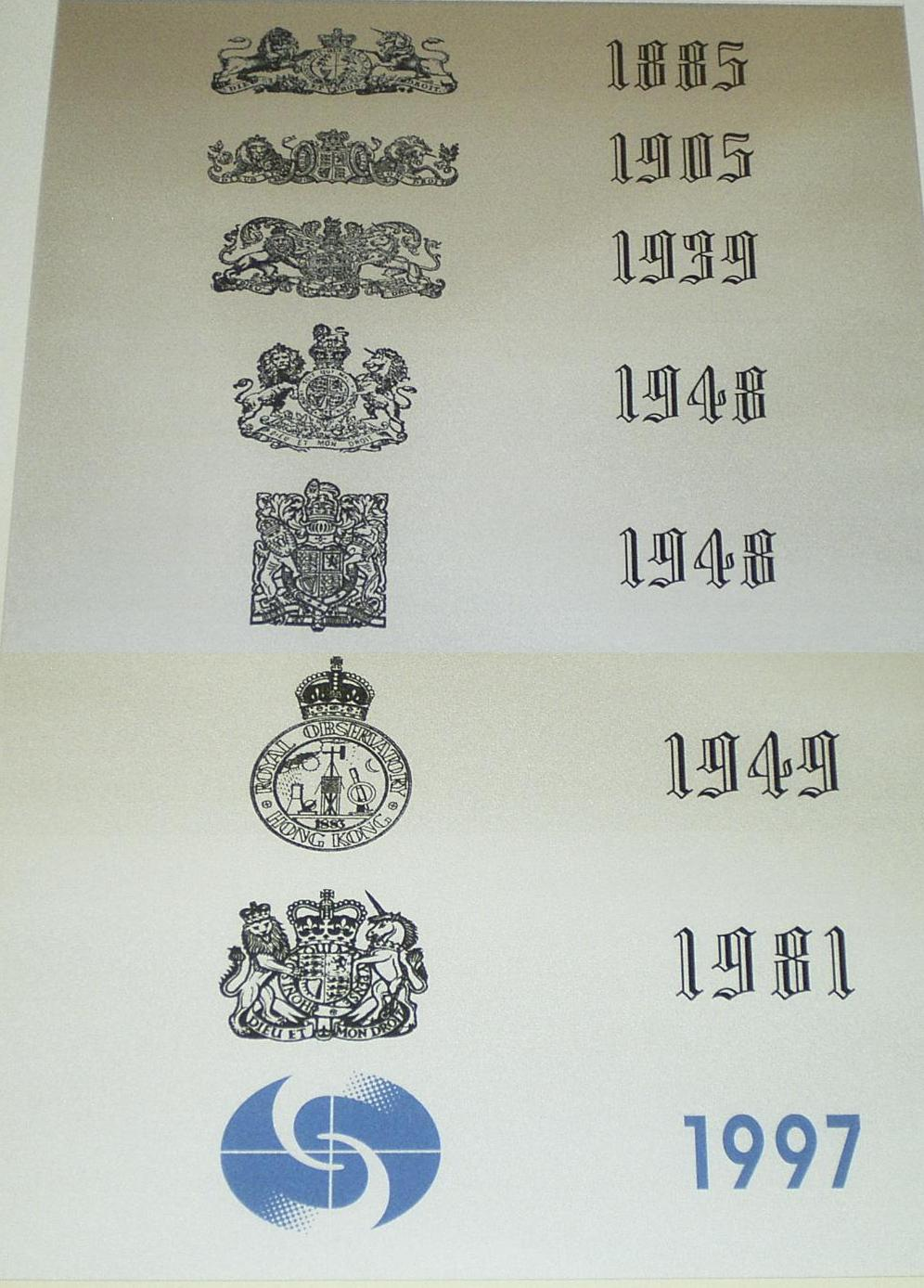
台章の変遷

天文台といえば、日本では望遠鏡を備えた天体観測を行う機関というイメージがあるが、香港天文台は天文のほかに気象・気候・地震・海洋や放射能測定、時報などの業務も行っており、その業務の範囲は、日本の気象庁（気象・気候・地震・海洋）、国立天文台（天文）、情報通信研究機構（標準時）などの業務を合わせたものに匹敵する。尖沙咀の本署では予報業務および報道機関への予報の配信等の業務を行っている。
香港天文台は1883年に第9代香港総督ジョージ・ファーガソン・ボーウェン卿により九龍半島の尖沙咀に設置された。初期の業務は気象および地磁気の観測、天体観測に基づく時報、および熱帯低気圧の警報などであった。故に、香港天文台は当時の気象機関の名称を参考し、「天文台」と名付けた。
尖沙咀の天文台道（Observatory Road）の名前は香港天文台にちなんで名づけられたものである。現在、香港天文台は急速な都市化により摩天楼に囲まれているが、天文台は移転せずに残っている。温室効果ガスの排出量が多いことや、周辺のビルからの太陽光の反射、アスファルトの路面、そして植生の減少などにより、天文台の場所はヒートアイランド現象に悩まされている。その結果として、天文台で記録した平均気温は1980年から2005年にかけて急激な上昇を見せている。
2002年には近在のMiramar Towerの23階に資料センターを開設した。そこでは一般公衆が香港天文台の刊行物を購入したり、その他の気象情報を閲覧したりする事が出来る。

## 所管業務

### 気象業務

#### 気象予報・警報
香港天文台は一般公衆・漁業・船舶・航空・その他の分野に向けて、気象の予報・警報を発表している。このほか、大規模な花火大会やスポーツ大会の際には、特別に気象支援を行っている。
また、急速に発達する豪雨を予測するために、SWIRLS（Short-range Warning of Intense Rainstorms in Localized Systems）と呼ばれる短時間予測システムを運用している。SWIRLSは6時間先までの予想を提供する。
気象予報や警報は様々な媒体で発信される。天文台の公式サイト、YouTube・Facebook・TwitterやWeiboのウェブサイト、電話サービス、報道、ラジオ、テレビなどが活用されている。
香港の朝のテレビニュースやYouTube・Facebookなどでは天文台の職員が自ら出演して、後ろのテロップには台風をかたどった香港天文台の紋章とロゴが掲示され、天気予報の番組を放送している。日本では気象庁の職員が直接出演せず、テレビ局や民間気象会社の社員が出演するが、この点は日本と大きく違う点である。
また、香港天文台は国際航空のために必要な気象業務を香港国際空港および香港飛行情報区に対して提供している。特に、香港国際空港では、ドップラー気象レーダー、二ヶ所のライダーと、五箇所の気象ブイと、独自開発したシステムを駆使して、自動的にウィンドシヤ・乱気流・雷電その他の悪天現象の警報を発している。

#### 気象観測
実際の気象観測は九龍の旺角近くにある京士柏（キングスパーク、King’s Parkの音訳）にある観測点で行っており、香港の天気という場合に代表されるのはここ京士柏の天気を指す。それゆえ、香港のテレビで放送される天気予報もまずはここの天気を述べる場合が多い。
そのほか、香港全土の主要な場所では、気温、相対湿度、風向風速などの観測を行っており、天文台の公式サイトで中国語（繁体字または簡体字）または英語で常時確認することが可能である。

#### 台風の階級
香港天文台が風速に応じて定める、台風の階級は以下の通り。
| 階級               | 風速                         |
| ------------------ | ---------------------------- |
| スーパー台風       | 100 knot (185 km/h) 以上     |
| 強い台風           | 81〜99 knot (150 - 184 km/h) |
| 台風               | 64〜80 knot (118 - 149 km/h) |
| 激しい熱帯性暴風雨 | 48〜63 knot (88 - 117 km/h)  |
| 熱帯性暴風雨       | 34〜47 knot (63 - 87 km/h)   |
| 熱帯低気圧         | 22〜33 knot (41 - 62 km/h)   |

### 気候業務
香港天文台は産業活動、都市計画、訴訟、その他の要請に適合する形の気候情報を提供する。
また、年間雨量、および一年間に香港に影響を与える熱帯低気圧の数を予測して発表する。また気温・降水量について季節予報を発表する。
さらに、香港の気候変動、およびその社会への影響についての研究する。また、一般公衆および学校向けの講演、展示、教材の開発などを通じた広報活動により、気候変動の科学の理解に向けた啓発活動を行っている。

### 地震業務
香港天文台は、短周期および広帯域の地震計観測局を運用して、地震活動を監視している。また、津波が香港に影響を与える可能性がある場合は津波警報を発表する。ただし、発出することはなかった。

### 海洋業務
香港天文台は、検潮所の観測網を運用し、潮汐、平均海面、および高潮の情報を提供する。

### 放射能測定業務
香港天文台では香港における大気中・土中・水中・食物中の放射レベル測定を行っている。大亜湾原子力発電所に非常事態が発生した場合、香港天文台は直ちに放射レベルを監視し、放射線の影響を評価し、政府に適切な防護活動を助言する事となっている。

### 標準時業務
香港天文台ではセシウム原子時計を使用して、香港標準時としている。時報は電話、ラジオ、ネットワーク時刻規正、ウェブクロックなどで提供している。
香港天文台は、GPSを利用した高精度時刻比較観測システムを用いて国際度量衡局に標準時情報を提供し、それにより協定世界時の決定に貢献している。

### 天文業務
香港天文台は、そのウェブサイト上で暦、日食、月食、仲秋の名月、星図、惑星の運行、夏至・冬至、薄明、日月の出没などの情報を提供している。

## その他
- テレビやYouTubeやFacebookで「気象冷知識」（「冷知識」は日本語の「豆知識」に当たる）という教育番組を配信している。天気予報の番組と同じく、天文台の職員の自ら出演することが多い。主題歌「天気の声」も天文台の職員が作曲及び演奏担当[6]であり、エンディングでクレジットしてある。中国語字幕あり。日本を訪れてインタビューしたこともある[7]。
- 米国がTIROS-8という衛星の打ち上げに伴い、1966年、天文台の職員はラジオ1台・テレビ1台とアンテナだけでその衛星の信号を接収し[8]、広く報じられる[9]。
- 世界気象機関の世界気象情報サービスというサイトは、香港天文台が管理している[10]。
- 国際雲図帳のウェブページ版は、香港天文台が開発したものである[11][12]。

## 組織
- 台長
  - 総務・研究開発部
    - 気候課
    - 地球物理・標準時・港湾気象課
    - 気候変動・気候予測課
    - 広報・熱帯低気圧予測課
    - 総務課

  - 予報・警報部
    - 予報課
    - 通信課
    - 予報研究課
    - 予報システム課
    - 情報技術課

  - 航空気象部
    - 空港気象課
    - 気象予報システム課
    - 航空気象予報・警報課
    - レーダー・衛星気象課

  - 放射能監視・評価部
    - 環境放射能監視・気象観測課
    - 教育訓練課
    - 気象・放射能観測網課
    - 緊急対応課